# Jastrząbka (Wyżyna Olkuska)

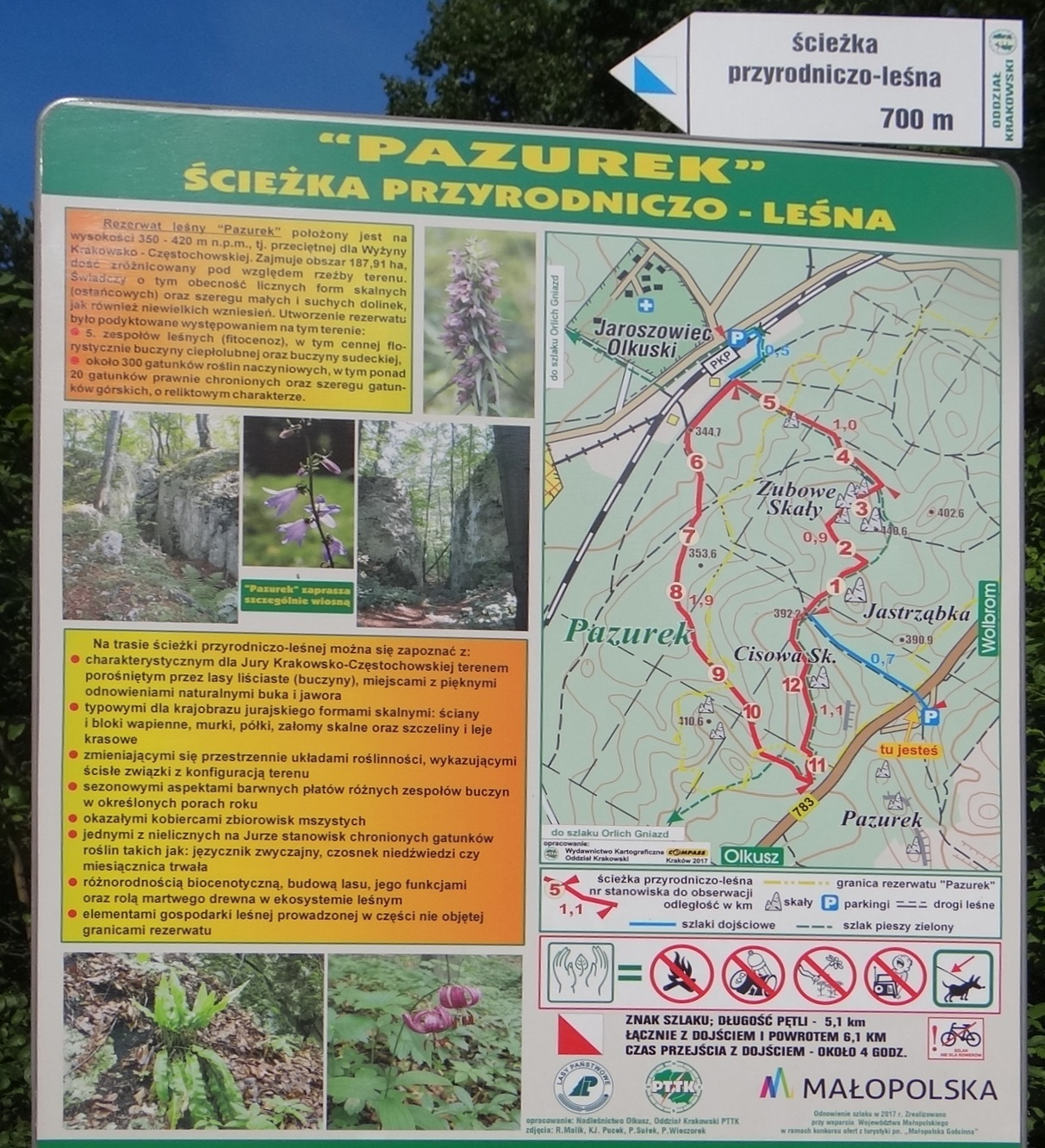

Jastrząbka (ok. 410 m) – skaliste wzniesienie między miejscowościami Jaroszowiec i  Podlesie, w województwie małopolskim, w powiecie olkuskim. Znajduje się w obrębie rezerwatu przyrody Pazurek na Płaskowyżu Ojcowskim na Wyżynie Olkuskiej
Jastrząbka znajduje się w ciągu mało wybitnych wzniesień między Zubowymi Skałami a Grzędą Olkuską. Jest całkowicie porośnięta lasem. Jej zboczami prowadzi zielony szlak turystyczny będący odgałęzieniem Szlaku Orlich Gniazd oraz tworząca zamkniętą pętlę ścieżka dydaktyczna rezerwatu Pazurek.

## Szlaki turystyczne
Januszkowa Góra – rezerwat przyrody Pazurek – Jaroszowiec
 ścieżka dydaktyczna rezerwatu Pazurek